# Michele Mascitti

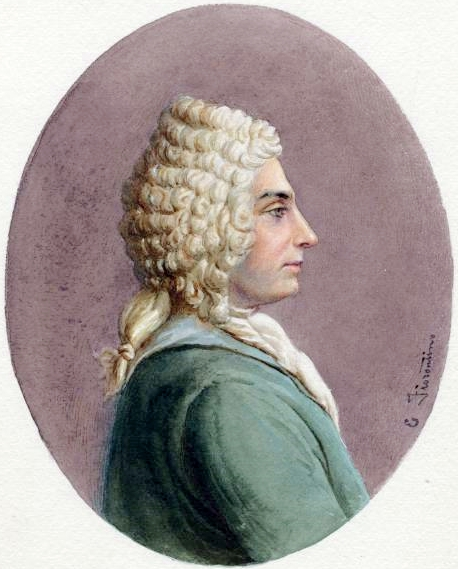
Michele Mascitti (portret van Marie-Anne Doublet)

Michele Mascitti (Villa Santa Maria, Italië, 1664 - Parijs, 24 april 1760) was een Italiaans violist en componist.

## Biografie
Hij ging in de leer bij Pietro Marchitelli (1643-1729), violist in het Koninklijk Hoforkest van Napels en bij het "Teatro San Bartolomeo", en vermoedelijk ook bij Corelli. Hij speelde enige tijd in het Koninklijk Orkest, reisde nadien door Italië en later door heel Europa. Hij verbleef langere tijd in Duitsland, later in Nederland. In 1704 vestigde hij zich definitief in Parijs, en verfranste zijn naam tot Michel Mascitti. In 1739 werd hij Frans staatsburger. 
Hij stond onder de bescherming van kardinaal Ottoboni, een neef van paus Alexander VIII, de hertog van Orléans en de hertog van Beieren. In Parijs publiceerde hij negen sonatenbundels. Tijdens zijn leven genoot hij in de muziekwereld evenveel bekendheid als bijvoorbeeld Albinoni of Corelli. Zijn composities bestaan vooral uit Italiaanse, maar ook Franse stijlelementen, en bevatten rijkgeschakeerde nieuwe harmonieën.

## Werken
- 12 Triosonaten Op.1
- 15 Sonate da camera con violino e basso Op. 2
- 12 Sonate da camera con violino solo col violone o cembalo Op.3 (Paris 1722)
- 14 Triosoanten Op.4
- 12 Sonaten Op. 5 (Nr. 12 "Psyche")
- 4 "concerti a sei" Op.7 (Paris 1727).
- 8 Sonate da camera violino solo, e basso  Op.7
- Sonate a violino solo, e basso  Op.9

- Biblioteca Nacional de España: XX1223262
- Bibliothèque nationale de France: cb13897175p (data)
- Gemeinsame Normdatei: 128910615
- International Standard Name Identifier: 0000 0000 7104 1038
- Library of Congress Control Number: nr92000753
- MusicBrainz: 4128c169-b1ff-4fb7-8d2b-ac9a442b648a
- Nationale Bibliotheek van Tsjechië: xx0103762
- Nationale Bibliotheek van Polen: a0000003605302
- Nederlandse Thesaurus van Auteursnamen: 146259742
- Réseau des bibliothèques de Suisse occidentale: 02-A005990773
- SNAC: w6kb0kch
- Système universitaire de documentation: 191237450
- Virtual International Authority File: 74038172
- WorldCat: E39PBJr3yR8XYVM9PtTtPtw6Kd